# Christine Vogeley
Christine Vogeley (* 1953 in Aachen) ist eine deutsche Schriftstellerin.

## Leben
Christine Vogeley arbeitete von 1987 bis 2000 als Autorin für Unterhaltungs- und Feuilletonsendungen des WDR und stand als Kabarettistin und Jazzsängerin auf der Bühne. 1991 schrieb sie mit dem Komponisten Rainer Bielfeldt und der Liedtexterin Edith Jeske das Libretto eines Musicals, das von verschiedenen Bühnen aufgeführt wurde. 1998 schrieb sie für das Schmidt Theater Hamburg die Pilotfolge der Bühnensoap Pension Schmidt.
1998 veröffentlichte sie ihren ersten Roman, Liebe, Tod und viele Kalorien, im S. Fischer Verlag, der 2000 im Auftrag der ARD verfilmt wurde. Ebenfalls im Fischer-Verlag erschien Leni, Susanna und Molly Melone. Bei Droemer Knaur brachte Vogeley ihre weiteren Romane Sternschnuppensommer (2004) und Dritte Sonnenblume links (2005) heraus. Letzterer wurde unter dem Titel Bleib bei mir für das Fernsehen verfilmt und 2009 von der ARD ausgestrahlt. 2014 erscheint ihr Roman Die Liebe zu so ziemlich allem.
Christine Vogeley ist verheiratet und lebt in Berlin.

## Hörspiele (Auswahl)
- 1992: Manes un nies oder D'r Balkongpoet – Regie: Alex Neumann (Mundarthörspiel – WDR)
- 1994: Klatschkies bliev Klatschkies – Regie: Thomas Werner (Original-Hörspiel, Mundarthörspiel – WDR)

Quelle: ARD-Hörspieldatenbank